# Karl Olivecrona
Knut Hans Karl Olivecrona (Norrbärke, 25 ottobre 1897 – 5 febbraio 1980) è stato un giurista e filosofo svedese, considerato, insieme ad Axel Hägerström e Alf Ross, uno dei maggiori esponenti del realismo giuridico scandinavo.

## Vita
Figlio del giudice Axel Olivecrona e della contessa Ebba Christina Mörner af Morlanda, nasce nel 1897. Il fratello era il noto neurochirurgo Herbert Olivecrona (1891 - 1980). Dal 1915 al 1920 studia giurisprudenza all'Università di Uppsala, dove è allievo di Axel Hägerström, considerato il fondatore del realismo giuridico scandinavo. Nel 1928 consegue il dottorato di ricerca presso la stessa università e nel 1933 diviene professore di diritto processuale e di filosofia del diritto presso l'Università di Lund, diventando uno degli esponenti di spicco della Scuola di Uppsala. Noto per le sue simpatie nei confronti del nazionalsocialismo, interviene spesso nel dibattito politico insieme alla moglie Birgit Lange, che ne condivide il pensiero. Muore nel 1980.

## Pensiero
Olivecrona, come Ross, descrive attentamente la pressione psicologica che contraddistingue l'imperativo giuridico e tende a ridurre la problematica giuridica della validità delle norme e degli ordinamenti alla rilevazione della loro efficacia ed effettività.
Nella sua opera più importante sulla teoria del diritto, la prima edizione di Law as Fact (del 1939, molto differente dall'edizione del 1971) Olivecrona sottolinea l'importanza del monopolio della forza come base fondamentale del diritto. Le idee politiche da lui espresse durante la Seconda guerra mondiale tendono a rimarcare la necessità di uno schiacciante potere coercitivo per poter garantire l'ordine internazionale. Era convinto che l'Europa, per garantirsi la pace e l'unità, necessitasse di una incontrastabile forza di controllo e che solo la Germania avrebbe potuto esercitarla. Nel suo opuscolo England eller Tyskland (Inghilterra o Germania), pubblicato durante il periodo più drammatico dello scontro mondiale, Olivecrona sostenne che l'Inghilterra aveva ormai perso la possibilità di governare l'Europa e che per il futuro sarebbe stato necessario accettare l'egemonia tedesca.
Olivecrona ritiene che i concetti giuridici come potere, diritto soggettivo, ecc. siano privi di qualsiasi valore, e non reggono al controllo empirico, siccome la norma non è uno strumento comunicativo di quale dev’essere il comportamento dei consociati in certe situazioni, ma è invece un mezzo attraverso il quale lo Stato, tramite i suoi funzionari, che eseguono ciecamente le regole, influenza il comportamento dei consociati. Nella sua opera, Olivecrona paragona il sistema giuridico ed il rapporto fra l'ordinamento e i consociati ad una centrale elettrica, che sfrutta l’energia della corrente dei fiumi (l'attitudine dei consociati), per produrre energia (le attività) tramite norme (i conduttori di energia); allo stesso modo, secondo Olivecrona, il diritto sfrutta il comportamento degli uomini per produrre i risultati richiesti dallo Stato. Le norme, secondo Olivecrona, vorrebbero rappresentare la volontà dello Stato, ma ciò non è possibile, poiché lo Stato dovrebbe assumere la forma di una specie di divinità, in una sorta di misticismo che non gli è concesso.
Seppur indirettamente, gli esponenti del realismo giuridico scandinavo, ponendo la loro attenzione su Law as Fact, contribuirono a porre allo studio della sociologia del diritto. Uno degli studenti di Olivecrona, Per Stjernquist (che fu anche rettore dell'Università di Lund dal 1968 al 1970), che come esponente della sinistra liberale aveva completamente rifiutato le tesi del suo insegnante, è considerato uno dei pionieri dello studio della sociologia del diritto ed è a lui che si deve il suo riconoscimento come materia di studio universitaria nei primi anni '60.

## Opere Principali
- Law as Fact (Londra: Oxford University Press, 1939)
- England eller Tyskland (1940)
- "Is a Sociological Explanation of Law Possible?", Theoria (1948)
- The Problem of the Monetary Unit (1957)
- Law as Fact, 2ª ed. (1971)
- "Locke's Theory of Appropriation", Philosophical Quarterly (1974)
- "Appropriation in the State of Nature: Locke on the Origin of Property", Journal of the History of Ideas (1974)